# 斬首

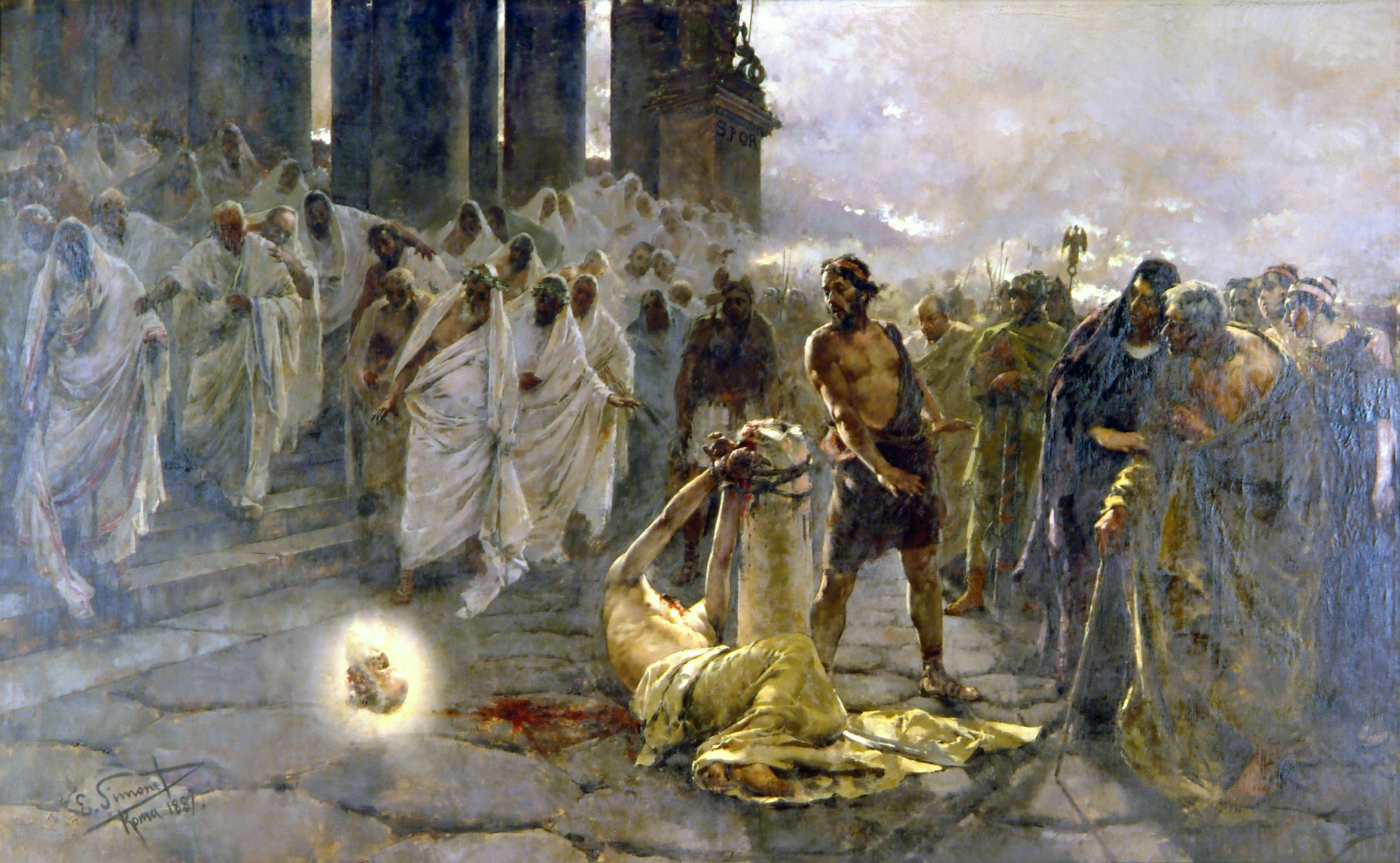
《聖保羅被斬首》恩里克·西蒙奈於1887年創作的繪畫

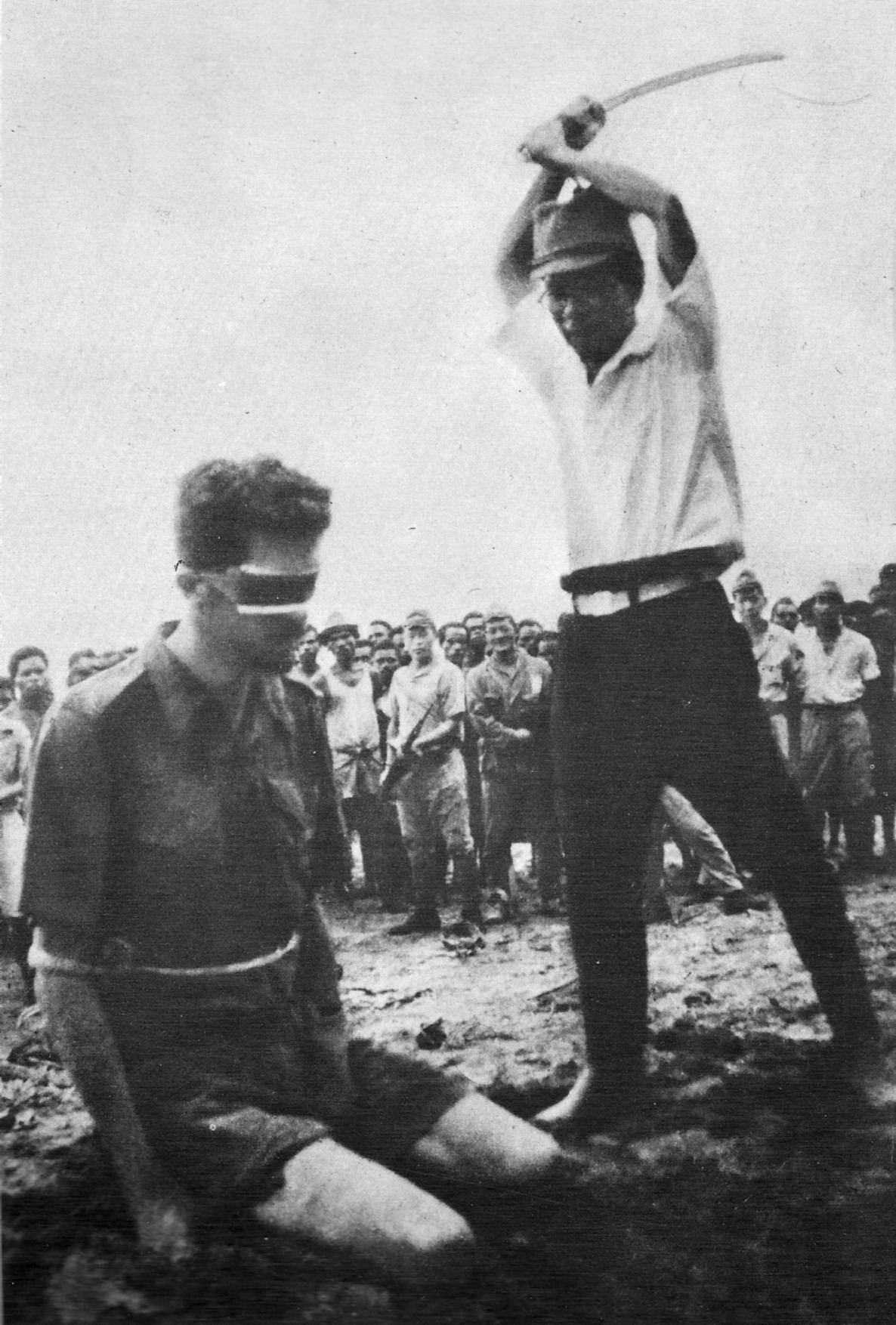
1943年，在巴布亞新幾內亞游擊的澳大利亚战俘倫納德·西弗利特被日军捕獲，並斩首

斬首或砍頭等（作為死刑方法稱殺頭、處斬或開刀問斬等，處刑者被稱劊子手），是指將動物個體的頭部與身體其他部分分離，這對人類等動物個體來說總是致命，因為它使腦部無法獲得含氧血液，而其他器官則被中斷與腦之間的自主神經系統聯繫而被迫停止運作。一些伊斯蘭地區的法律系統仍允許並執行此類刑罰方式。
意外斬首是指突發意外所導致的頭部與身體分離。 有時，絞刑、自縊等過程施加過大力量於頸部附近，也可能導致此種結果。
偶爾也有死後斬首的做法，將屍體的頭部與身體其他部分分離。

## 簡史
斬首的歷史相當長，早在原始人社會裡已有「獵頭」的習俗。隨著人類文明的發展及法律與刑罰的出現，世界範圍內不約而同地出現了斬首的刑罰。
歷史上曾廣泛使用的斬首工具有：刀、劍、斧、鍘等。在法國大革命時期，為了提升處刑效率，法國人發明了斷頭台，使斬首方式由人力過渡到物力。
從古代到近代，中國、日本、英國、法國等多個國家的斬首均會公開進行，民眾會圍觀受刑者從押赴刑場到執行完畢的全過程，因而使斬首的執刑具備了震懾性及一定程度上的觀賞性。行刑完畢後，罪犯的首級會交由家屬收殮。如罪行嚴重，首級會被示眾，屍身也可能不被允許下葬而在刑場持續暴露。
古代中國的斬首，劊子手必須接受過嚴格訓練，以免使死者多受痛苦。斬首完畢後，有時犯人家屬會請裁縫將砍下的首級與身體縫合後下葬，稱為「綴元」，以保全屍身的完整。

## 現狀
斬首的刑罰現在已經很少使用，原因是其場面過於血腥，且難於清理，亦有不少人認為違反人權。
中國歷史上，清末的北洋軍人受到西化影響，就流行以槍決代替斬首，但法律上一直保留斬首；民國建立後，實際上直到1930年代，民國政府和中國共產黨等地方政權都以斬首處死犯人。
法國從法國大革命起，直到1981年廢死前，死刑都是以斷頭臺執行，除非是犯下危害國家罪行的罪犯，才會被槍決。法國最後一個死囚在1977年用斷頭臺斬首。
現時只有沙特阿拉伯以斬首作為處決囚犯的其中一種合法方式，其國內大部分死刑犯均用此種方式行刑。
到了21世紀，斬首被部份人士，如恐怖分子等當作私下處決人質或俘虜的方式，甚至成為恐怖攻擊的手段。而且恐怖份子喜以小刀或匕首，慢慢將人頭顱鋸下，使得被害人受盡痛苦而死，毫無人道，殘忍至極，嚴格而言應為「割首」。
2004年便有多名外國人，多數是一些伊拉克戰爭參戰國家的非武裝人員，在伊拉克被恐怖分子擄為人質，並在退兵要求得不到該人質之國家政府允諾後，在錄影機前以割頭處決。
2014年起，極端組織伊斯蘭國連續以割頭方式處決了多名外籍人士，以恫嚇美國等國家停止對於伊斯蘭國的空襲行動。
在2015年11月巴黎襲擊事件發生後，極右派政治家莊-馬里·勒龐要求重新啟用斷頭台用來斬首恐怖份子。

## 用語

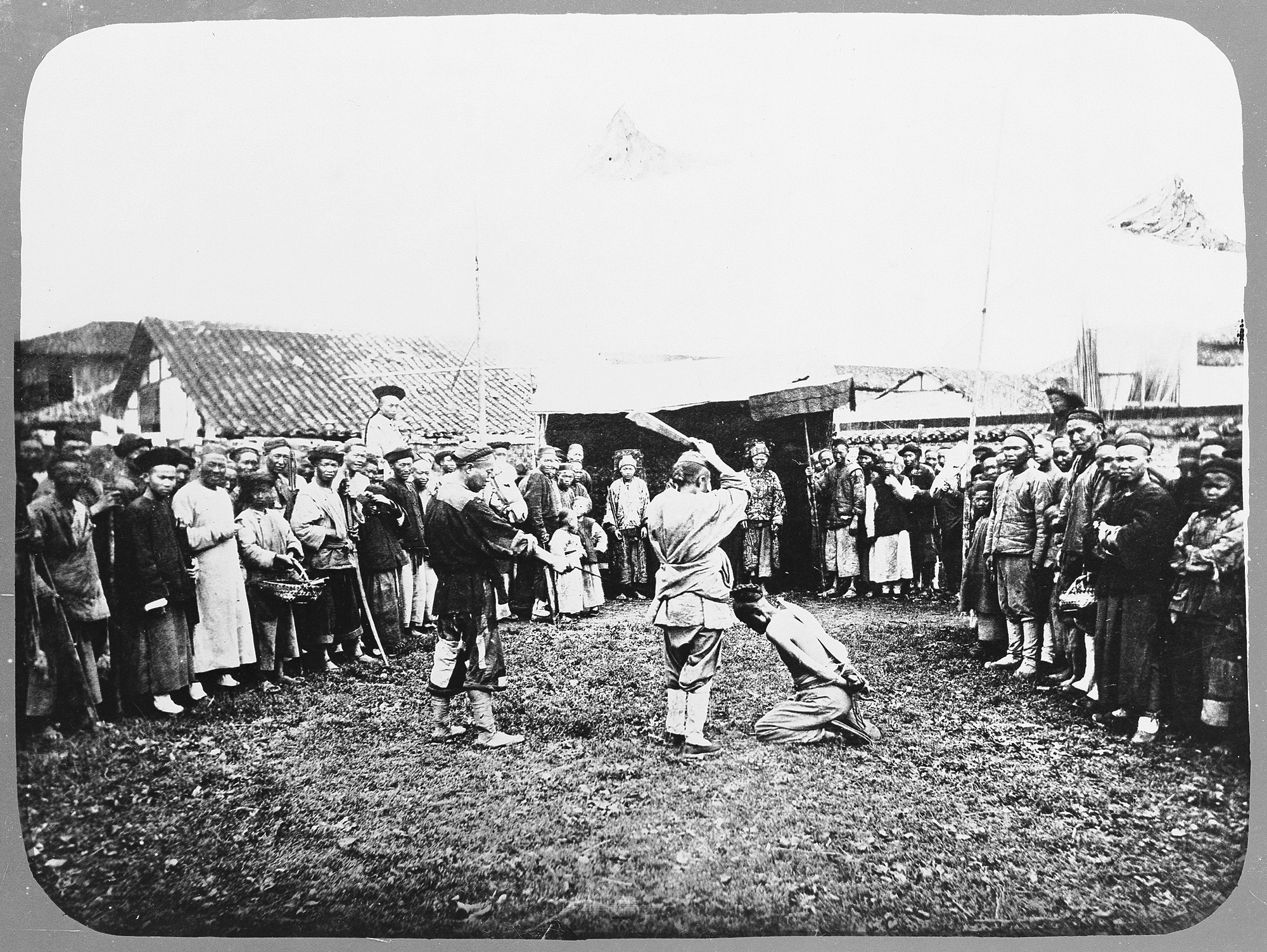
1871年，晚清年間斬首是常用的處刑方式，且之後的斬首示眾用以殺一儆百。圖為William Saunders刊登於倫敦攝影學會第十六次年展

### 棄市
一般說法是「杀之于市，与国人共弃之。」即在市場上公開處死。另說則是死後，需在市場陳屍數日，不許殮葬，以儆效尤。

### 枭首
在中國、日本、朝鮮半島等東方國家，犯人的首級有時會被插在高竿上，懸於公眾地方展示，以儆效尤，遠望人頭像是夜梟站立於樹端，稱為枭首。
在中國，梟首於秦朝、漢朝時用諸夷族。六朝時見於律，隋朝時廢。明朝起復見於律，初時用於殺父母者，後用於強盗。清襲明制，至沈家本修律時廢。
其他地方亦有類似枭首的行動，但通常只發生在戰場上；日本的梟首刑是把人犯綁在十字架，以矛自脖內端割下頭，略異於斬首。日本的梟首有別於中國懸於高處，而是將斬罪之人仕置以刀斬首後掛在獄門臺上，詳見《德川幕府刑事圖譜》。

### 函首
用匣子裝首級，並且遞送出去之意。中國邊軍通常在殺死敵軍重要將領後，將該人首級取下，簡易防腐後，郵遞回到朝廷，供朝廷驗証。

### 斬立決、斬監候、陪斬
在中國，自明朝起，斬首的判決必需經過刑部的覆核。斬立決者刑部批准即時處斬，斬監候就會到三法司再行審議，然而並非所有情況都經刑部，例如王陽明平定寧王之亂時，明廷賜其「便宜行事」，可直接處決大逆不道之人。其次，王命旗牌創始明朝中葉，開始可以不經刑部處決犯人。此外，因明朝大臣與士大夫視尚方寶劍為一種榮耀，朝廷也樂於賜與，發放的尚方寶劍之多，甚至連朝廷也沒有統計數量，但很少有人以尚方寶劍名義直接處決他人，如崇禎年間袁崇煥以其尚方寶劍，斬殺與自己不睦的東江總兵毛文龍，但其實文龍自己也有一把尚方寶劍。而崇禎帝對此事耿耿於懷，最後也成為袁崇煥被凌遲的理由之一。
清朝時，「大逆」、「大盗」一類重犯，若被判斬立決，需待刑部覆批，然後即著正法。其他一般獲死罪的犯人為斬監候，一律暫緩執行。需待次年秋天，將所有文案交由三司秋審或朝審。待斷定無錯案後，名單交予皇帝勾決。於霜降至冬至期間行刑。行刑時，斬監候囚犯一起被押赴刑場，監斬官從犯人中挑出被勾決犯人處決。赴刑場而未被勾決者稱為陪斬。陪斬後或緩勾（繼續監禁，等待下次秋決），或獲減罪。但一般多以王命旗牌直接處決，少有機會上告京城的，形成「法律軍事化」的現象，原還要請示皇帝，到乾隆朝以後「恭請王命」多半是「先斬後奏」已經執行，而不「拘泥請旨」。但有清一代真正有辦法上到三法司的案件，跟明代相同大部分都以流刑代替。

### 割頭
英語中，所有切除對方頭部的行為均稱beheading或decapitation，但中文的「砍頭」或「斬首」含有以利器快速切斷死者頸部的意思。近年恐怖分子所採用的處決很多時都是割斷而非切斷受害人的頸部，用意在於增加受害者的痛苦及對觀看者造成的恐怖感，如果根據一些中國古代小說（如水滸傳）的用語，恐怖份子處決人質的方式應稱為割頭。

## 文化
- 陳寅恪晚年寫過《欠砍頭詩》：“平生所學惟餘骨，晚歲為詩欠砍頭。幸得梅花同一笑，嶺南已是八年留。”

## 著名受刑人
羅馬帝國
- 聖保祿（意大利處刑）

中國
- 漢朝
  - 韓信（呂后使武士縛信，斬之長樂鍾室。信方斬，曰：「吾不用蒯通計，反為女子所詐，豈非天哉！」遂夷信三族。--漢書卷三十四）
  - 主父偃（上欲勿誅，公孫弘爭曰：「齊王自殺無後，國除爲郡，入漢，偃本首惡，非誅偃無以謝天下。」乃遂族偃。--漢書卷六十四）
  - 朱買臣（後遂告湯陰事，湯自殺，上亦誅買臣。--漢書卷六十四）
  - 霍光的妻子霍显（显及诸女昆弟皆弃市--資治通鑒卷25）
  - 王莽（商人杜吴杀莽，取其绶。校尉东海公宾就故大行治礼，见吴问：“绶主所在？”曰：“室中西北陬间。”就识，斩莽首。--王莽傳下卷78）
  - 劉虞（（公孫瓚）先坐而咒曰：「若虞應為天子者，天當風雨以相救。」時旱埶炎盛，遂斬焉。傳首京師，故吏尾敦於路劫虞首歸葬之。--後漢書卷73）
  - 淳瓊
  - 孔融
  - 楊修
  - 關羽（羽不能克，引軍退還。（孫）權已據江陵，盡虜羽士眾妻子，羽軍遂散。權遣將逆擊羽，斬羽及子平於臨沮。--三國志卷三十六）
- 三國
  - 馬謖（魏明帝西鎮長安，命張郃拒（諸葛）亮，亮使馬謖督諸軍在前，與郃戰于街亭。謖違亮節度，舉動失宜，大為張郃所破。亮拔西縣千余家，還于漢中，……戮謖以謝眾。--三國志卷三十五）
  - 嵇康
- 晉南北朝
  - 王敦（於是發瘞出屍，焚其衣冠，跽而刑之。敦、充首同日懸於南桁，觀者莫不稱慶。敦首既懸，莫敢收葬者。--晉書卷98）
  - 王恭（王孝伯死，悬其首于大桁。司马太傅命驾出，至标所，孰视首，曰：「卿何故趣，欲杀我邪？」--世說新語仇隟第三十六）
  - 毛皇后 (前秦)
  - 冉閔
  - 姚泓（泓将妻子诣垒门而降。裕送泓于建康市斩之，时年三十，在位二年。建康百里之内，草木皆燋死焉。--晉書卷119）
  - 慕容超（超與左右數十騎出亡，為裕軍所執。裕數之以不降之狀，超神色自若，一無所言，惟以母托劉敬宣而已。送建康市斬之，時年二十六。--晉書卷128）
  - 侯景（枭其首于市三日，然后煮而漆之，以付武库--通志 (四库全书本)卷143）
  - 謝靈運（有司又奏依法收治。太祖詔於廣州行棄市刑。--宋書卷67）
- 隋朝
  - 张丽华（隋軍陷臺城，晉王廣命斬貴妃，牓於青溪中橋。--陳書卷7）
  - 高颎（其母诫之曰：“汝富贵已极，但有一斫头耳，尔宜慎之！”……有人奏之，帝以为谤讪朝政，于是下诏诛之--隋書卷41）
  - 贺若弼（弼以为大侈，与高颎、宇文弼等私议得失，为人所奏，竟坐诛，时年六十四。--隋书卷52）
- 唐朝
  - 段达、单雄信、朱粲等多名王世充部下（又收段达、杨汪、孟孝义、单雄信、杨公卿、郭士衡、郭什柱、董浚、张童仁、朱粲、王德仁等斩洛渚上。--新唐书卷085）
  - 罗艺（过乌氏驿，从者渐散，其左右斩艺，传首京师。枭之于市，复其本姓罗氏--舊唐書卷56）
  - 张亮（己丑，亮与公颖俱斩西市，籍没其家。--资治通鉴卷198）
  - 侯君集（遂斩于四达之衢，籍没其家。君集临刑，容色不改--舊唐書卷69）
  - 封常清、高仙芝（乙未，斬封常清、高仙芝於潼關--舊唐書卷9）
  - 達奚珣等18名投降安禄山叛军的唐朝高官（肃宗从李岘之议，诏命从贼者分六等定罪，重者刑之于市，次赐自尽，次重杖一百，次三等流、贬。）
  - 吳元濟（淮西平，大飨赍功。……斩元济京师。--新唐書卷214）
  - 秦宗权（宗权槛中引颈谓揆曰：“尚书明鉴，宗权岂反者耶！但输忠不效耳。”众大笑。与妻赵氏俱斩于独柳之下。--旧唐书卷200下）
- 宋朝
  - 童贯（行未至，诏数其十大罪，命监察御史张澄迹其所至，莅斩之，及于南雄。既诛，函首赴阙，枭于都市。）
  - 朱勔（言者不已，羁之衡州，徙韶州、循州，遣使即所至斩之。）
  - 陳東、欧阳澈（顷之，东具冠带出，别同邸，乃与澈同斩于市。）
  - 文天祥（召入諭之曰：「汝何願？」天祥對曰：「天祥受宋恩，為宰相，安事二姓？願賜之一死足矣。」然猶不忍，遽麾之退。言者力贊從天祥之請，從之。俄有詔使止之，天祥死矣。天祥臨刑殊從容，謂吏卒曰：「吾事畢矣。」南鄉拜而死。--宋史卷四百一十八）
- 明朝
  - 胡惟庸
  - 藍玉
  - 于谦（都御史蕭惟禎定讞，坐以謀逆，處極刑。文不勝誣，辯之疾，謙笑曰：「亨等意耳，辯何益？」奏上，英宗尚猶豫曰：「于謙實有功。」有貞進曰：「不殺于謙，此舉為無名。」帝意遂決。丙戌改元天順，丁亥棄謙市，籍其家，家戍邊。--明史卷一百七十）
  - 被郑和俘获的蘇門答臘王子苏干剌（就越献所获苏门答腊贼首苏干剌等。兵部尚书方宾称“苏干剌大逆不道，宜付法使正其罪，遂命刑部按法斩之。”）
  - 夏言、曾銑（帝必欲依正条，当铣交结近侍律斩，妻子流二千里，即日行刑。铣既死，言亦坐斩）
  - 張經（帝终不纳，论死系狱。其年十月，与巡撫李天宠俱斩。）
  - 丁汝夔（坐汝夔守备不设，即日斩于市，枭其首，妻流三千里，子戍铁岭。汝夔临刑，始悔为嵩所卖。）
  - 仇鸞（乙亥，戮仇鸾尸，传首九边。）
  - 毛文龍（《明季北略》（卷5）：袁崇煥命旗牌官張國柄，執劍殺之。諸將伏屍慟。崇煥曰：止斬文龍一人，余悉供職如故。）
  - 熊廷弼（帝怒，遂以五年八月弃市，传首九边。）
  - 熊文灿（嗣昌已至军，即遣使逮文灿下狱，坐大辟，所亲姚明恭柄国而不能救也。十三年十月，文灿竟弃市。）
- 清朝
  - 金聖叹（哭廟案所害。）
  - 王亶望（狱定，上命斩亶望，赐勒尔谨自裁，廷赞论绞，并命即兰州斩全迪；遂令阿桂按治诸州县，冒赈至二万以上皆死）
  - 柏葰（咸丰时卷入科场舞弊案，受贿16两银子被斩，同治时平反）
  - 肃顺（赐载垣、端华自尽，斩肃顺於市）
  - 李秀成（就在一手将李秀成送上黄泉路的时候，曾国藩仍然惺惺作态。他下令将李秀成斩首，其首级传示各省，尸身则用棺材装殓掩埋。但在次日写给清廷的奏折中，他却说已将李秀成就地“凌迟处死”。）
  - 毓贤
  - 秋瑾
  - 戊戌六君子
  - 劉復基、彭楚藩
  - 戴潮春
- 民国
  - 林祥谦（而分会长林祥谦并闻有持手枪示威之行动，永团长等乃命兵士即行攻击。当场枪毙工人三十余名，重伤十二名，捕捉八十余人，且当将林祥谦斩首示众。）
  - 赵世炎
  - 陈延年（蒋介石电告杨虎：“此子（即陈延年）之恶，胜过其父十倍，立即斩首严惩”）
  - 段德昌
  - 张辉瓒

韓國
- 金鮮一

泰國
- 鄭昭

土耳其
- 黑若斯達特斯（以弗所）

德國
- 納粹德國
  - 歐根訥·魏特曼
  - 索爾兄妹
  - 马里努斯·范·德·卢贝

法國
- 法蘭西第一共和國
  - 路易十六
  - 玛丽·安东尼特
  - 安托万·巴纳夫
  - 夏绿蒂·科黛
  - 雅克·皮埃尔·布里索
  - 罗兰夫人
  - 安托万·拉瓦锡
  - 乔治·雅克·丹敦
  - 雅克·R·埃贝尔
  - 马克西米连·罗伯斯庇尔
- 現代（法蘭西第五共和國）
  - 哈米達·詹杜比

大不列顛
- 蘇格蘭
  - 瑪麗一世
- 英格蘭
  - 查理一世
  - 托马斯·莫尔（《乌托邦》作者）
  - 简·格蕾
  - 安妮·博林（女王伊莉莎白一世之母；英王亨利八世第二任妻）

瓦拉幾亞
- 弗拉德三世（有爭議）

日本
- 幕府
  - 石田三成
  - 小西行長
  - 安國寺惠瓊
  - 松倉勝家
  - 近藤勇
  - 河上彦斋
- 大日本帝國
  - 江藤新平
- 現代
  - 香田證生
  - 後藤健二
  - 湯川遙菜

美國
- 詹姆斯·佛利

澳大利亚
- 伦纳德·乔治·西弗利特

## 暗示手勢
西方文化中，以手劃脖子暗示殺戮，是一種恐嚇性禁忌手勢；嚴重程度更甚使人反感的手勢比中指。2013年，球員凯文·杜兰特因賽中做出此一禁忌手勢，遭聯盟處以2萬5000美元罰款。
自2014年起，這死亡威脅手勢會令歐美人士厭惡並想到恐怖組織ISIS斬首行為。